# YTN 뉴스퍼레이드
《YTN 뉴스퍼레이드》는 대한민국 YTN에서 평일 저녁 8시 20분에 방송되었던 YTN의 저녁종합뉴스 프로그램이다.

## 방송 시간
| 방송 채널 | 방송 기간                          | 방송 시간                                                                              |
| --------- | ---------------------------------- | -------------------------------------------------------------------------------------- |
| YTN       | 1995년 3월 1일 ~ 2013년 5월 29일   | 매일 밤 9시 ~ 10시 (1시간)                                                             |
| YTN       | 2014년 10월 27일 ~ 2018년 12월 2일 | 매일 밤 9시 ~ 10시 (1시간)                                                             |
| YTN       | 2013년 5월 30일 ~ 2014년 10월 26일 | 평일 저녁 8시 ~ 밤 10시 (2시간) 주말 밤 9시 ~ 10시 (1시간)                             |
| YTN       | 2018년 12월 3일 ~ 2019년 3월 10일  | 평일 밤 9시 ~ 9시 50분 (50분) 주말 밤 9시 ~ 10시 (1시간)                               |
| YTN       | 2019년 3월 11일 ~ 2019년 4월 14일  | 평일 저녁 8시 45분 ~ 밤 9시 50분 (1시간 5분) 주말 밤 9시 ~ 10시 (1시간)                |
| YTN       | 2019년 4월 15일 ~ 2020년 5월 31일  | 매일 밤 9시 ~ 밤 9시 50분 (50분)                                                       |
| YTN       | 2020년 6월 1일 ~ 2021년 7월 11일   | 평일 저녁 8시 45분 ~ 밤 9시 45분 (1시간) 주말 저녁 8시 50분 ~ 밤 9시 50분 (1시간)      |
| YTN       | 2021년 7월 12일 ~ 2022년 6월 6일   | 평일 저녁 8시 40분 ~ 밤 9시 45분 (1시간 5분) 주말 저녁 8시 50분 ~ 밤 9시 50분 (1시간)  |
| YTN       | 2022년 6월 7일 ~ 2023년 1월 1일    | 평일 저녁 8시 35분 ~ 밤 9시 30분 (55분) 주말 저녁 8시 50분 ~ 밤 9시 50분 (1시간)       |
| YTN       | 2023년 1월 2일 ~ 2023년 3월 5일    | 평일 저녁 8시 35분 ~ 밤 9시 35분 (1시간) 주말 저녁 8시 50분 ~ 밤 9시 50분 (1시간)      |
| YTN       | 2023년 3월 6일 ~ 2024년 4월 1일    | 평일 저녁 8시 20분 ~ 밤 9시 35분 (1시간 15분) 주말 저녁 8시 50분 ~ 밤 9시 50분 (1시간) |

## 앵커
- 장원석 아나운석 (남)
- 조예진 아나운서 (여)

## 타이틀 변천사
| 역대 | 타이틀                                | 방송 기간                        |
| ---- | ------------------------------------- | -------------------------------- |
| 1기  | YTN 24                                | 1995년 3월 1일 ~ 2013년 5월 29일 |
| 2기  | YTN 뉴스만만 (평일) YTN 24 (주말)     | 2013년 5월 30일 ~ 2016년 4월 3일 |
| 3기  | YTN 뉴스 21 (평일) YTN 24 (주말)      | 2016년 4월 4일 ~ 2018년 12월 2일 |
| 4기  | YTN 24                                | 2018년 12월 3일 ~ 2022년 6월 6일 |
| 5기  | YTN 뉴스퍼레이드 (평일) YTN 24 (주말) | 2022년 6월 7일 ~ 2024년 4월 1일  |

## 경쟁 뉴스 프로그램
- KBS 뉴스 9 (KBS 1TV)
- TV조선 뉴스 9 (TV조선)
- 뉴스리뷰 (연합뉴스TV)